# Alex in Wonderland
Alex in Wonderland é um filme estadunidense de 1970 dos gêneros drama e comédia, dirigido por Paul Mazursky é Donald Sutherland, Ellen Burstyn e Michael Lerner.

## Sinopse
Depois de estrear na direção cinematográfica com um sucesso de público e crítica, o boêmio Alex Morrison (Donald Sutherland) entra em crise e passa a delirar com o prospecto de um novo filme, dado seu desejo de conciliar valor artístico com as incessantes demandas econômicas de seus produtores e de sua família.

## Elenco
- Donald Sutherland - Alex Morrison
- Ellen Bustyn - Beth Morrison
- Michael Lerner - Leo
- Paul Mazursky - Hal Stetn
- Jeanne Moreau - Ela mesma
- Federico Fellini - Ele mesmo
- Angelo Rossitto - Fellini #1
- John Rico - Fellini #2